# Chiesa di San Bernardo (Diano Arentino)
La chiesa di San Bernardo abate è un luogo di culto cattolico situato nella frazione di Evigno nel comune di Diano Arentino, in via San Bernardo, in provincia di Imperia. Il precedente titolo di parrocchiale è stato trasferito nella chiesa di Santa Margherita di Diano Arentino.

## Storia e descrizione
Probabilmente risalente all'epoca medievale fu l'antico oratorio della frazione di Evigno ove, nella seconda metà del XVI secolo, nuovi lavori ampliativi trasformarono l'antica struttura nell'attuale chiesa. Comunità religiosa che con il decreto del visitatore apostolico e vescovo di Albenga Nicolò Mascardi fu resa indipendente dalla matrice di San Michele Arcangelo di Diano Borello il 15 maggio 1586.
L'interno della chiesa si presenta ad unica aula con la presenza, oltre all'altare maggiore, di quattro altari ai lati della stessa; anticamente, in una nicchia ora murata, a sinistra della porta principale, qui era conservato il fonte battesimale. Esternamente presenta una facciata dalle forme semplici, voltata a ponente e con la presenza, in una nicchia sopra al portone, della statua di San Bernardo in stucco.
Tra le opere pittoriche e scultoree conservate vi è sopra il coro (del 1767) il polittico a tempera su tela, opera del 1552 e realizzata dal Pancalino, raffigurante san Bernardo in trono con ai lati i santi Pietro, Paolo, Michele Arcangelo, Giovanni Battista, Stefano, Nicola da Bari e al centro la scena dell'Annunciazione; sulla parete sovrastante il confessionale una tela ritraente san Sebastiano con i santi Rocco e Mauro e un angelo che con una mano toglie dal braccio del martire una freccia, mentre con l'altra sorregge la palma del martirio; il quadro San Filippo Neri con l'Immacolata, l'arcangelo Gabriele e la colomba dello Spirito Santo nel secondo altare della parete destra; la tela del Sacro cuore di Maria e i santi Martino e Isidoro alla destra del presbiterio; il quadro del Battesimo di Gesù, sopra il fonte battesimale, di Silvio Novaro; la statua di San Bernardo, opera lignea dello scultore Domenico Perasso del 1856; effigie della Madonna del Rosario nel secondo altare di sinistra.
L'organo della chiesa è stato costruito dal genovese Carlo Giuliani nel 1783. Le tre campane, di cui una si trova ancora sul campanile, furono fuse nel 1841 dalla fonderia Vallino di Bra e benedette nel 1848 dal vescovo albenganese Raffaele Biale.